# Lonjsko Polje Nature Park
Lonjsko Polje Nature Park är en park i Kroatien. Den ligger i den östra delen av landet, 80 km sydost om huvudstaden Zagreb. Lonjsko Polje Nature Park ligger 106 meter över havet.
Terrängen runt Lonjsko Polje Nature Park är mycket platt. Runt Lonjsko Polje Nature Park är det ganska glesbefolkat, med 32 invånare per kvadratkilometer. Närmaste större samhälle är Kutina, 11,9 km norr om Lonjsko Polje Nature Park. I omgivningarna runt Lonjsko Polje Nature Park växer i huvudsak lövfällande lövskog.